# Калянино
Калянино — деревня в Ступинском районе Московской области в составе Семёновского сельского поселения (до 2006 года входила в Ивановский сельский округ). На 2015 год Калянино, фактически, дачный посёлок: при 6 жителях в деревне 1 улица, 4 переулка и 4 садовых товарищества. Впервые в исторических документах упоминается в 1627 году, в 1646 году в деревне было 12 дворов (65 мужчин), в 1929 году — 41 двор, из них 38 крестьянских (всего 159 человек, 60 мужчин и 99 женщин.

## Население
| 2002 | 2006 | 2010 |
| ---- | ---- | ---- |
| 22   | ↘10  | ↘6   |

Калянино расположено в центральной части района, на ныне безымянном ручье (в писцовых книгах за 1646 год называемом «река Заполенка»), левом притоке реки Лопасня, высота центра деревни над уровнем моря — 154 м. Ближайшие населённые пункты: Кравцово — около 300 м на запад, Канищево — примерно в 0,9 км на северо-восток и Теняково — около 1,5 км на юго-запад.